# Андрю Нидърман
Андрю Нидърман (на английски: Andrew Neiderman) е американски писател, автор на бестселъри в жанра трилър. След смъртта на писателката Клео Вирджиния Ендрюс завършва някои от нейните романи и продължава да пише под псевдонимите ѝ В. С. Ендрюс или Вирджиния C. Ендрюс.

## Биография и творчество
Роден е на 26 октомври 1940 г. Бруклин, Ню Йорк, САЩ. Син на Джордж и Ан Нидърман. По майчина линия е потомък на унгарски еврейски емигранти, от които е научил много интересни истории. Докато е малък семейството му се премества в Катскилс, Ню Йорк. Още от малък се насочва към писателското творчество и в 8-и клас публикува първото си стихотворение в списание на младите поети. Учи в колежа „Hunter“ в Бронкс през 1958 – 1960 г., а след това в Държавния университет в Олбани, където през 1962 г. получава бакалавърска степен, а през 1964 г. магистърска степен по английски език. В университета е съредактор на литературното списание и създател на неофициалния вестник „Suppression“ за поезия и разкази. На 8 февруари 1964 г. се жени за Даян Уилсън, бивш модел. Имат две деца – Мелиса и Ерик.
Преподава английски език в продължение на 23 години в гимназия „Фолсбърг“ в северната част на щата Ню Йорк. Бил е на административни длъжности като ръководител на отдел аудио-визия, ректор, председател на учителската асоциация, ръководител на групата за драматично изкуство и треньор по борба.
Докато е учител Нидърман се насочва и към писането на романи. Първата му криминална новела „Illusion“ излиза през 1967 г., а първият му трилър „Sisters“ през 1971 г. Успехът му идва с романа „Pin“ през 1981 г. Той е номиниран от Асоциацията на писателите на криминални романи в Америка за най-добър роман джобен формат през 1981 г. През 1988 г. е направен едноименния филм с участието на Дейвид Хюлет, Синтия Престън, и Тери О'Куин.
През 1985 г. Нидърман напуска гимназията, премества се в Палм Спрингс, и се отдава изцяло на писателското си поприще.
След смъртта на писателката Клео Вирджиния Ендрюс (псевдоними – В. С. Ендрюс /V.C.Andrews/, Вирджиния C. Ендрюс /Virginia C. Andrews/) през 1986 г., нейното семейство, по молба на писателката, и със съдействието на издателя и, привлича Андрю Нидърман да продължи и довърши нейното творчество по материалите и идеите, които тя е събрала преди смъртта си.
След като завършва пет романа Нидърман, с разрешение на семейството, започва да публикува свои произведения под нейните псевдоними, без да разкрива самоличността си в продължение на години.
Андрю Нидърман е автор на множество романи, изпълнени с напрежение и ужас. Той е един от най-плодовитите писатели в света, автор на над 100 романа. Преведен е на над 25 езика, в над 120 милиона копия и в над 95 страни по целия свят.
През 1997 г. романът „Адвокат на Дявола“ е адаптиран в едноименния хорър филм с участието на Киану Рийвс, Ал Пачино, и Чарлийз Терон.
През 2006 г. е сценарист и изпълнителен продуцент на филма „Rain“ по едноименния си роман с участието на Бруклин Судано, Робърт Лоджия, и Фей Дънауей.
Андрю Нидърман живее със съпругата си Даян Уилсън в Палм Спрингс, Калифорния.

## Произведения

### Романи на Нидърман под негово име
- Illusion (1967)
- Sisters (1971)
- Weekend (1980) – с Таня Гросинджър
- Pin (1981 – адаптиран във филм през 1988 г.
- Brainchild (1981)
- Someone's Watching (1983)
- Tender, Loving Care (1984) – адаптиран във филм през 1997 г.
- Imp (1985)
- Child's Play (1985)
- Love Child (1986)
- Reflection (1986)
- Teacher's Pet (1986)
- Night Howl (1987)
- Sight Unseen (1987)
- Playmates (1987) (The Maddening (1997) – адаптиран във филм през 1995 г. „The Maddening“[3]
- Surrogate Child (1988)
- Perfect Little Angels (1989) – адаптиран във филм през 1998 г.
- Blood Child (1990)
- The Devil's Advocate (1990) – адаптиран във филм през 1997 г.
Адвокат на дявола, изд. „Атика“ (1998), прев. Мария Неделева
- The Immortals (1991)
- The Need (1992)
- Sister, Sister (1992)
- The Solomon Organization (1993)
- After Life (1993)
- Angel of Mercy (1994)
- Duplicates (1994) – по сценарий и тв филм от 1992 г.[4]
- The Dark (1997)
- In Double Jeopardy (1998)
- Neighborhood Watch (1999)
- Curse (2000)
- Amnesia (2001)
- Dead Time (2002)
- Under Abduction (2002)
- The Baby Squad (2003)
- Deficiency (2004)
- The Hunted (2005)
- Finding Satan (2006)
- Unholy Birth (2007)
- Life Sentence (2007)
- Deadly Verdict (2008)
- Guardian Angel (2010)
- Garden of the Dead (2011)
- The Terrorist's Holiday (2014)

### Романи на Клео Вирджиния Ендрюс, довършени от Нидърман под псевдонима В. С. Ендрюс

#### серия „Сага за Долангенгър“ (The Dollanganger)
1. Garden of Shadows (1986) – започнат от Клео Ендрюс
Градината на сенките, изд. „Златорогъ“ (1996), прев. Миглена Станкова

от серията има още 4 романа на Клео Ендрюс

#### Серия „Кастийл“ (Casteel)
1. Fallen Hearts (1988) – започнат от Клео Ендрюс
2. Gates of Paradise (1989) – по идеи на Клео Ендрюс
3. Web of Dreams (1990) – по идеи на Клео Ендрюс
Паяжина от сънища, изд. „Жар : Едем 21“ (1995), прев. Светла Попова

от серията има още 2 романа на Клео Ендрюс

#### Разкази на Нидърман по идеи на Клео Ендрюс
- Cage of Love (2001)
- The Little Psychic (2001)

### Романи на Андрю Нидърман под псевдонима В. С. Ендрюс (Вирджиния Ендрюс)

#### Самостоятелни романи
- Gods of Green Mountain (2004)
- Into the Darkness (2012)
- Capturing Angels (2012)
- The Unwelcomed Child (2014)
- Bittersweet Dreams (2014)

#### Серия „Кътлър“ (Cutler)
1. Dawn (1990)
2. Secrets of the Morning (1991)
3. Twilight's Child (1992)
4. Midnight Whispers (1992)
5. Darkest Hour (1993)

#### Серия „Ландри“ (Landry)
1. Ruby (1994)
2. Pearl in the Mist (1994)
3. All That Glitters (1995)
4. Hidden Jewel (1995)
5. Tarnished Gold (1996)

#### Серия „Логан“ (Logan)
1. Melody (1996)
2. Heart Song (1997)
3. Unfinished Symphony (1997)
4. Music in the Night (1998)
5. Olivia (1999)

#### Серия „Сираците“ (Orphans)
1. Butterfly (1998
2. Crystal (1998
3. Brooke (1998
4. Raven (1998
5. Runaways (1998

#### Серия „Диви цветя“ (Wildflowers)
1. Misty (1999)
2. Star (1999)
3. Jade (1999)
4. Cat (1999)
5. Into the Garden (1999)

#### Серия „Хъдсън“ (Hudson)
1. Rain (2000) – адаптиран във филм през 2006 г.
2. Lightning Strikes (2000)
3. Eye of the Storm (2000)
4. The End of the Rainbow (2001)
5. Gathering Clouds (2007)

#### Серия „Ловни звезди“ (Shooting Stars)
1. Cinnamon (2001)
2. Ice (2001)
3. Rose (2001)
4. Honey (2001)
5. Falling Stars (2001)

#### Серия „Семейство Дебиърс“ (DeBeers family)
1. Willow (2002)
2. Wicked Forest (2002)
3. Twisted Roots (2002)
4. Into the Woods (2003)
5. Hidden Leaves (2003)

#### Серия „Счупени криле“ (Broken Wings)
1. Broken Wings (2003
2. Midnight Flight (2003

#### Серия „Близнаци“ (Gemini)
1. Celeste (2004)
2. Black Cat (2004)
3. Child of Darkness (2005)

#### Серия „Ранна пролет“ (Early Spring)
1. Broken Flower (2006)
2. Scattered Leaves (2007)

#### Серия „Тайни“ (Secrets)
1. Secrets in the Attic (2007
2. Secrets in the Shadows (2007

#### Серия „Делия“ (Delia)
1. Delia's Crossing (2008)
2. Delia's Heart (2008)
3. Delia's Gift (2009)

#### Серия „Хейвънстоун“ (Heavenstone)
1. Heavenstone Secrets (2009)
2. Secret Whispers (2010)

#### Серия „Роднини“ (Kindred)
1. Daughter of Darkness (2010)
2. Daughter of Light (2012)

#### Серия „Бури“ (Storms)
1. Family Storms (2011)
2. Cloudburst (2011)

#### Серия „Забранена“ (Forbidden Sister)
1. The Forbidden Sister (2013)
2. Roxy's Story (2013)

#### Серия „Дневникът на Кристофър“ (Christopher's Diary)
1. Secrets of Foxworth (2014)
2. Echoes of Dollanganger (2015)

### Книги за Андрю Нидърман
- The V. C. Andrews Trivia and Quiz Book (1994) – от Стефан Дж. Спигнеси
- V.C. Andrews: A Critical Companion (1996) – от Е. Д. Хънтли